# Eupelmus alhazeni
Eupelmus alhazeni är en stekelart som beskrevs av Girault 1918. Eupelmus alhazeni ingår i släktet Eupelmus och familjen hoppglanssteklar. Inga underarter finns listade i Catalogue of Life.